# چری تیگو ۹
چری تیگو ۹ یک کراس‌اوور اس‌یووی اندازه متوسط سه ردیفه از محصولات سری تیگو خودروساز چینی چری اتومبیل است که از سال ۲۰۲۳ تولید شده‌است.
تیگو ۹ به عنوان پرچمدار سری تیگو در بالای خانواده تیگو ۸ قرار داشته و به عنوان یک مدل پنج نفره و یک مدل هفت نفره سه ردیفه موجود است.

## بررسی
مدل تولیدی تیگو ۹ در خلال نمایشگاه خودرو شانگهای ۲۰۲۳ در چین فاش شد. این خودرو بر اساس پلت‌فرم تی۱ایکس ساخته شده و دارای سیستم تعلیق CDC است که از طریق تنظیمات کاملاً هوشمند، تنظیم سختی تعلیق را انجام می‌دهد. سیستم تعلیق این خودرو در جلو از نوع مک فرسون و در عقب از نوع مولتی لینک است. تیگو ۹ با رینگ‌های ۲۰ اینچی عرضه می‌شود.
داخل تیگو ۹ دارای یک صفحه نمایش دوگانه خمیده با خوشه ابزار ۱۲٫۳ اینچی ال‌سی‌دی برای داشبورد و یک صفحه کنترل مرکزی ۱۲٫۳ اینچی است که به سمت راننده خمیده‌است. عملکردهای دیجیتالی سیستم اطلاعات سرگرمی توسط تراشه کوالکام اسنپ‌دراگون ۸۱۵۵ تأمین می‌شود. در قسمت سیستم صوتی، تیگو ۹ به سیستم صدای فراگیر سونی با ۱۴ بلندگو مجهز شده‌است.

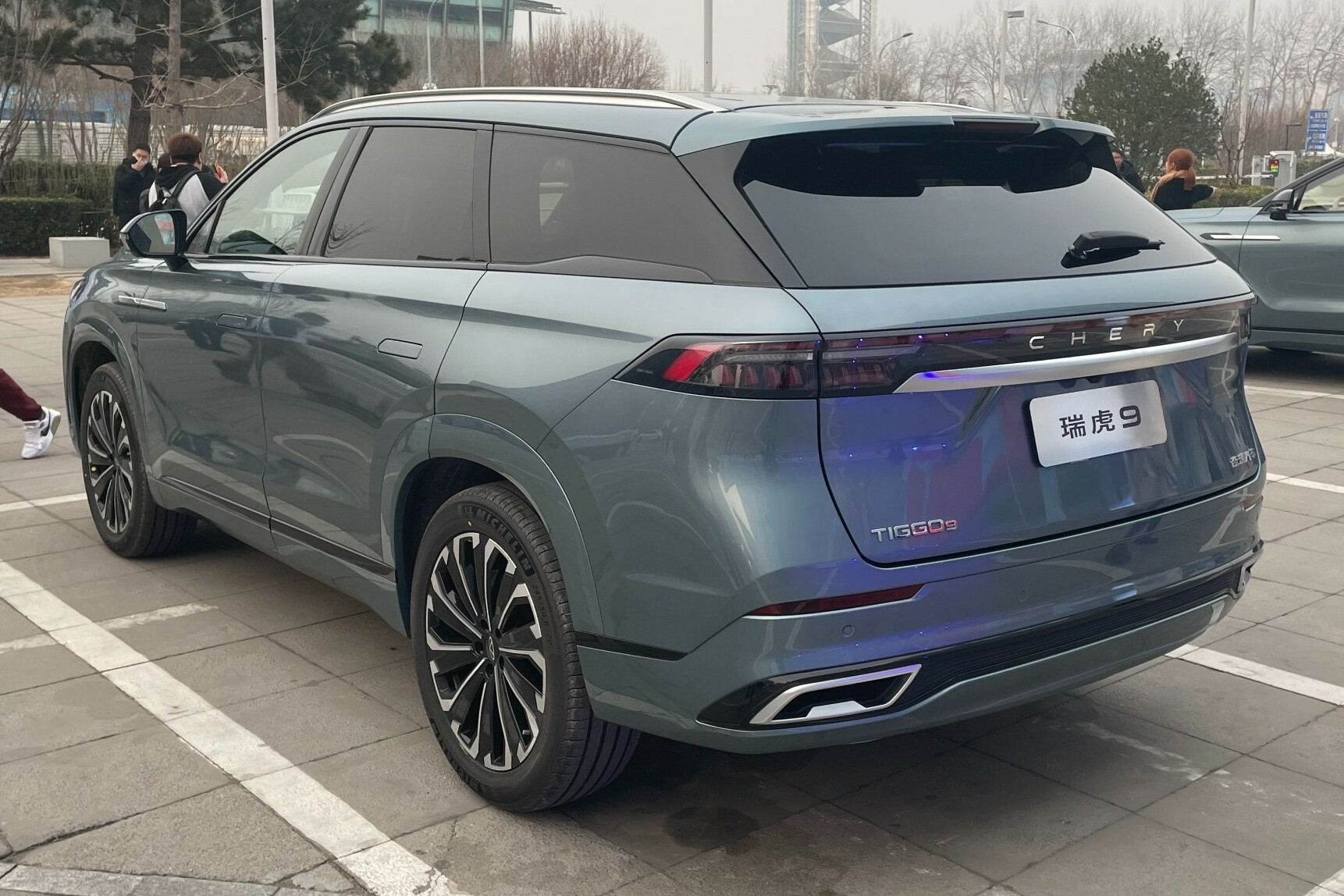
نمای عقب
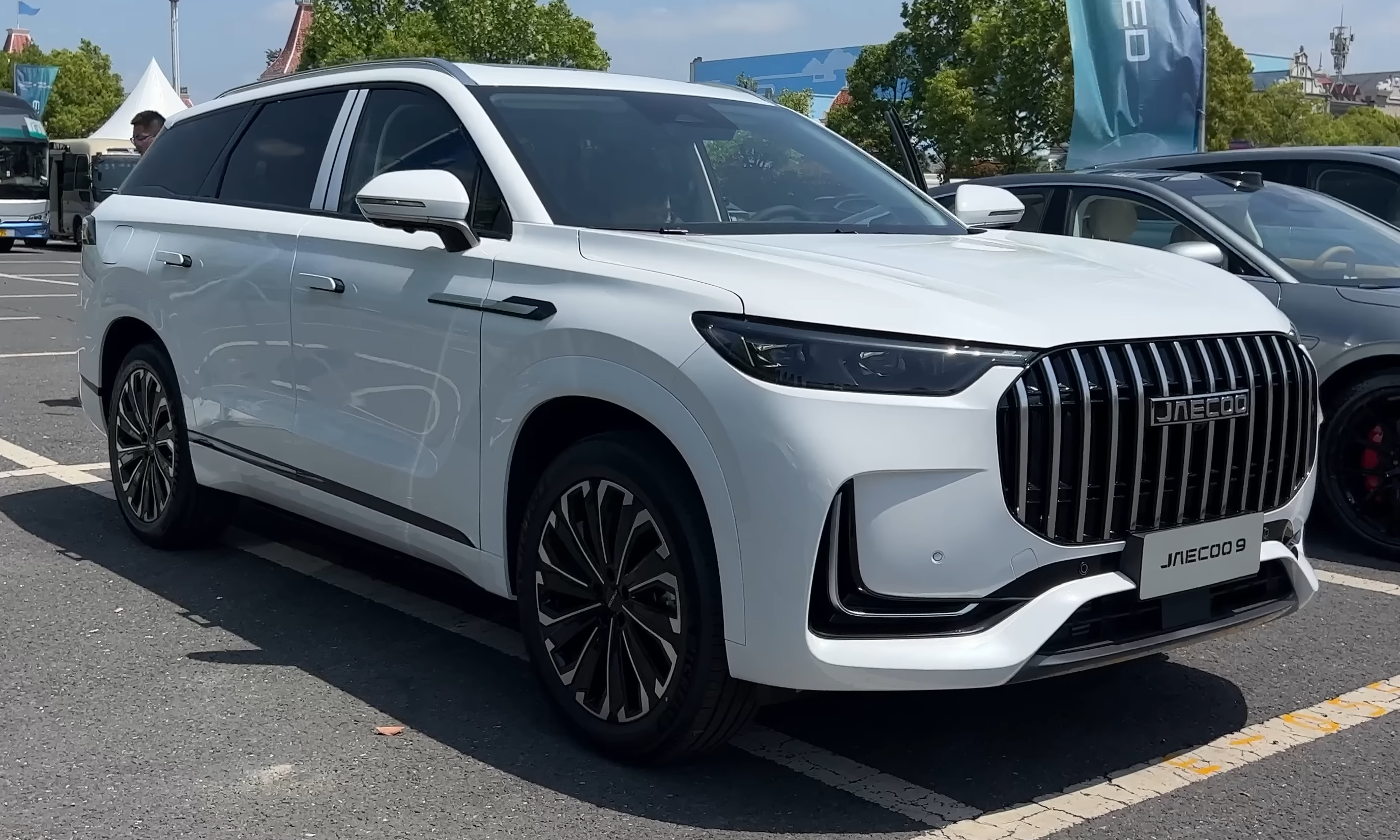
Jaecoo 9
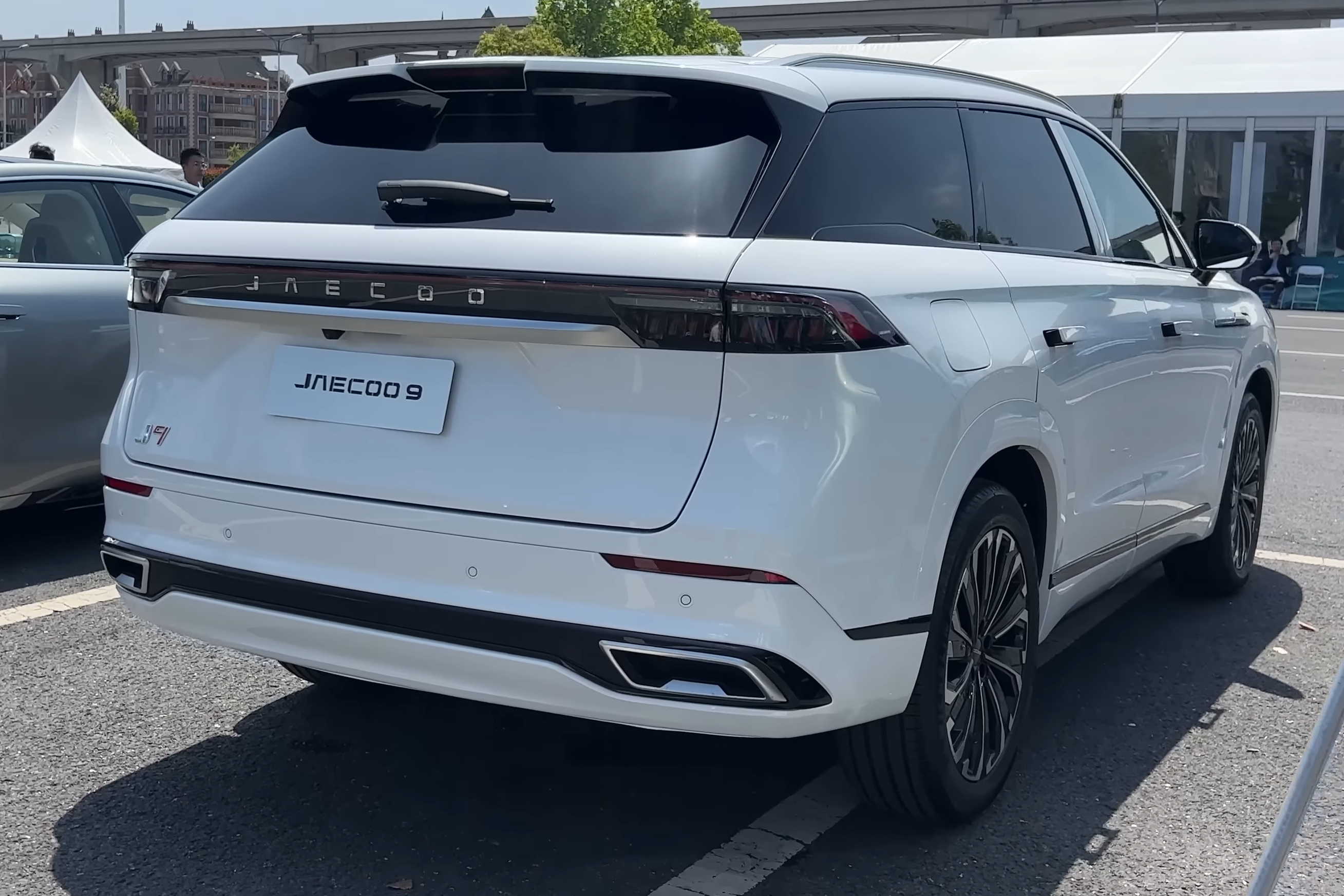
Jaecoo 9

## ویژگی‌های فنی
تیگو ۹ دارای یک موتور بنزینی ۲٫۰ لیتری تی‌جی‌دی‌آی چهار سیلندر خطی توربوشارژر Kunpeng Power است که ۲۶۱ اسب بخار (۱۹۵ کیلووات؛ ۲۶۵ اسب بخار متری) قدرت و ۴۰۰ نیوتن متر (۲۹۵ پوند-فوت؛ ۴۱ کیلوگرم متر) گشتاور تولید می‌کند. این موتور به گیربکس هشت سرعته اتوماتیک آیسین متصل شده و قدرت آن به هر چهار چرخ منتقل می‌شود. حداکثر سرعت تیگو ۹ ۲۰۵ کیلومتر بر ساعت (۱۲۷ مایل بر ساعت) اعلام شده و مصرف سوخت ترکیبی آن ۷٫۷ لیتر بر ۱۰۰ کیلومتر (۱۳٫۰ کیلومتر بر لیتر؛ ۳۶٫۷ مایل بر گالون بریتانیایی؛ ۳۰٫۵ مایل بر گالون آمریکایی) است. نسخه ۲٫۰ لیتری توربو PHEV Kunpeng Super Intelligent Hybrid تیگو ۹ نیز با شتاب ۰–۱۰۰-کیلومتر-بر-ساعت (۰–۶۲-مایل-بر-ساعت) ۴٫۵ ثانیه‌ای و برد CLTC ۱٬۳۰۰ کیلومتر (۸۰۸ مایل) در دسترس خواهد بود. باتری تیگو ۹ می‌تواند در عرض ۱۸ دقیقه از ۳۰٪ تا ۸۰٪ شارژ شود.